# 터칭 더 보이드
《터칭 더 보이드》(Touching The Void)는 영국에서 제작된 캐빈 맥도널드 감독의 2003년 다큐멘터리, 모험 영화이다. 니콜라스 아론 등이 주연으로 출연하였다.

## 출연

### 주연
- 니콜라스 아론 : 사이먼 예이츠 역
- 리처드 호킹 : 본인 역
- 브렌단 맥키 : 조 심슨 역

### 조연
- 올리 라이올 : 리처드 호킹 역
- 조 심슨 : 본인 역
- 사이몬 예이츠 : 본인 역

## 기타
- 원작자: 조 심슨
- Line PD: 지나 마쉬
- 미술: 패트릭 빌

## 수상
- 2009년 제3회 넥스트 플러스 영화 축제 다큐멘터리 드라마 특별전